# Боян Прешерн
Боян Прешерн (словен. Bojan Prešern, 4 серпня 1962) — словенський академічний веслувальник.
Бронзовий призер Олімпійських Ігор 1988 року в складі розпашної двійки без стернового.